# Alessandro Anzani

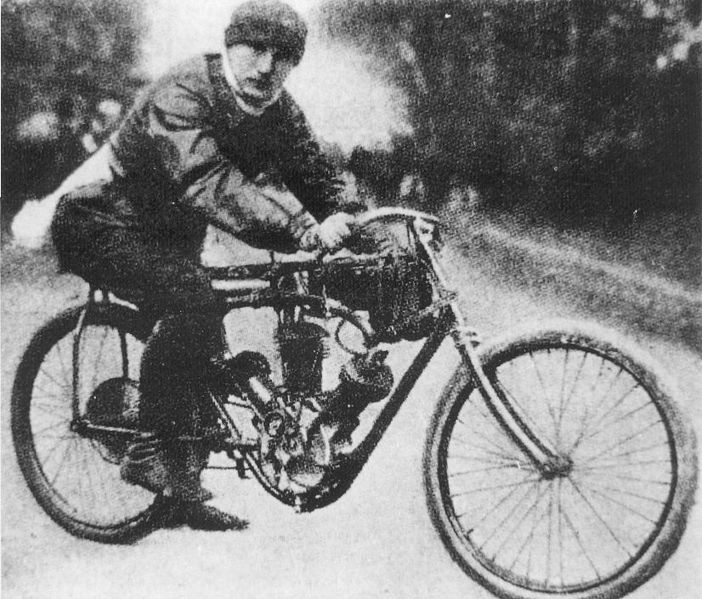
Anzani con su motocicleta de motor tricilíndrico (1906)

Alessandro Ambrogio Anzani (5 de diciembre de 1877 – 23 de julio de 1956) fue un piloto motociclístico italiano. En su posterior trayectoria como industrial, fundó la fábrica de motores Anzani en 1907. Es recordado como uno de los más brillantes diseñadores pioneros de motores de combustión interna. En 1905 se convirtió en el primer piloto en ostentar el título de campeón mundial de motociclismo.

## Biografía
Hijo de Teodolida Bruno y de Angelo Anzani, un modesto reparador de máquinas de coser, desde pequeño se le encomendó al cuidado de su tío materno, quien dirigía un taller en Monza donde se vendían y reparaban bicicletas, y pronto se convirtió en un experto mecánico.
Después del servicio militar, asistió en 1899 a una competición ciclista celebrada en Milán, tuvo la oportunidad de conocer y hacerse amigo del corredor francés Gabriel Poulain, futuro campeón del mundo, quien le contó los increíbles logros tecnológicos en el campo del motor alcanzados al otro lado de los Alpes, invitando a Anzani a unirse a él.
Teniendo en cuenta las posibilidades limitadas de desarrollar sus conocimientos en su tierra natal, en 1900 se mudó a Francia, a Saint-Nazaire, invitado de su amigo Poulain, comenzando a participar en competiciones de media distancia. Poco tiempo después, llegó a París, donde fue contratado por Hurtu, por entonces un conocido e importante fabricante francés de motores de competición. Además de conocer los secretos de los motores de combustión interna, Anzani también tuvo la oportunidad en 1903 de participar en varias carreras de motocicletas, incluido el campeonato mundial celebrado en el Parque de los Príncipes, donde ocupó el décimo lugar.

## Campeón del mundo
En 1905, conduciendo una motocicleta Alcyon con un motor Buchet monocilíndrico de 330 cm³, que él mismo desarrolló, estableció el récord de velocidad en 100 km/h. La prueba se llevó a cabo para verificar los nuevos estándares de rendimiento derivados de la reciente limitación a 1/3 de litro, impuesta por las autoridades deportivas para las competiciones de motocicletas. Unas semanas después, Anzani apareció con el motor Alcyon 330 en la primera edición de una carrera de motocicletas llamada "Championnat du Monde de moto", que se celebró el 13 de julio de 1905 en el velódromo de Zurenborg, en las afueras del sudeste de Amberes. Favorecido por la caída en la carrera del as belga Jan Olieslagers y por delante de su compañero de equipo André Pernette, Anzani se alzó con la victoria, convirtiéndose en el primer campeón del mundo en la historia del motociclismo y ganando rápidamente notoriedad y fama internacional. La prensa deportiva francesa le dio el apodo de "Démon de la carburación" (el Diablo de la carburación), que enfatizaba su capacidad para lograr un ajuste perfecto del motor.
En septiembre de 1906 del mismo año probó la "aeromotocicleta", un extraño vehículo de dos ruedas, construido por Ernest Archdeacon, equipado con el Buchet monocilíndrico habitual, pero con una hélice delantera de dos palas, que le permitió alcanzar la velocidad de 80 km/h en una carretera pública, cerca de Asnières-sur-Seine.
Gracias a las ganancias derivadas de sus actividades deportivas, en 1907 Anzani decidió abandonar Buchet y establecer un taller personal en Courbevoie, donde pudo experimentar sus ideas con mayor libertad.

## El motor de tres cilindros y el "Nautilus"
En los primeros meses del mismo año, con la ayuda de solo tres trabajadores, construyó una motocicleta con un motor de tres cilindros de diseño propio, el primero en la historia, con cilindros dispuestos longitudinalmente en forma de abanico, separados por una inclinación de 45.º. El motor de tres cilindros demostró ser potente y fiable, logrando un éxito considerable.
Mientras los trabajadores intentaban satisfacer los pedidos, Anzani ya había sido seducido por la idea de aplicar el nuevo motor al hidrodeslizador de su invención; la idea la había tomado de las historias de Julio Verne, de las que era un lector apasionado, y llamó a la nave "Nautilus". El experimento, coronado por el éxito, se llevó a cabo el 18 de agosto de 1907 en las aguas del Orge, cerca de Juvisy, y causó una gran admiración, estableciendo las bases técnicas para los futuros hidroaviones. Gracias a esta experiencia y al motor de Anzani, Enrico Forlanini logró hacer funcionar correctamente su prototipo de hidroavión en el lago Mayor.

### El vuelo sobre el Canal de la Mancha

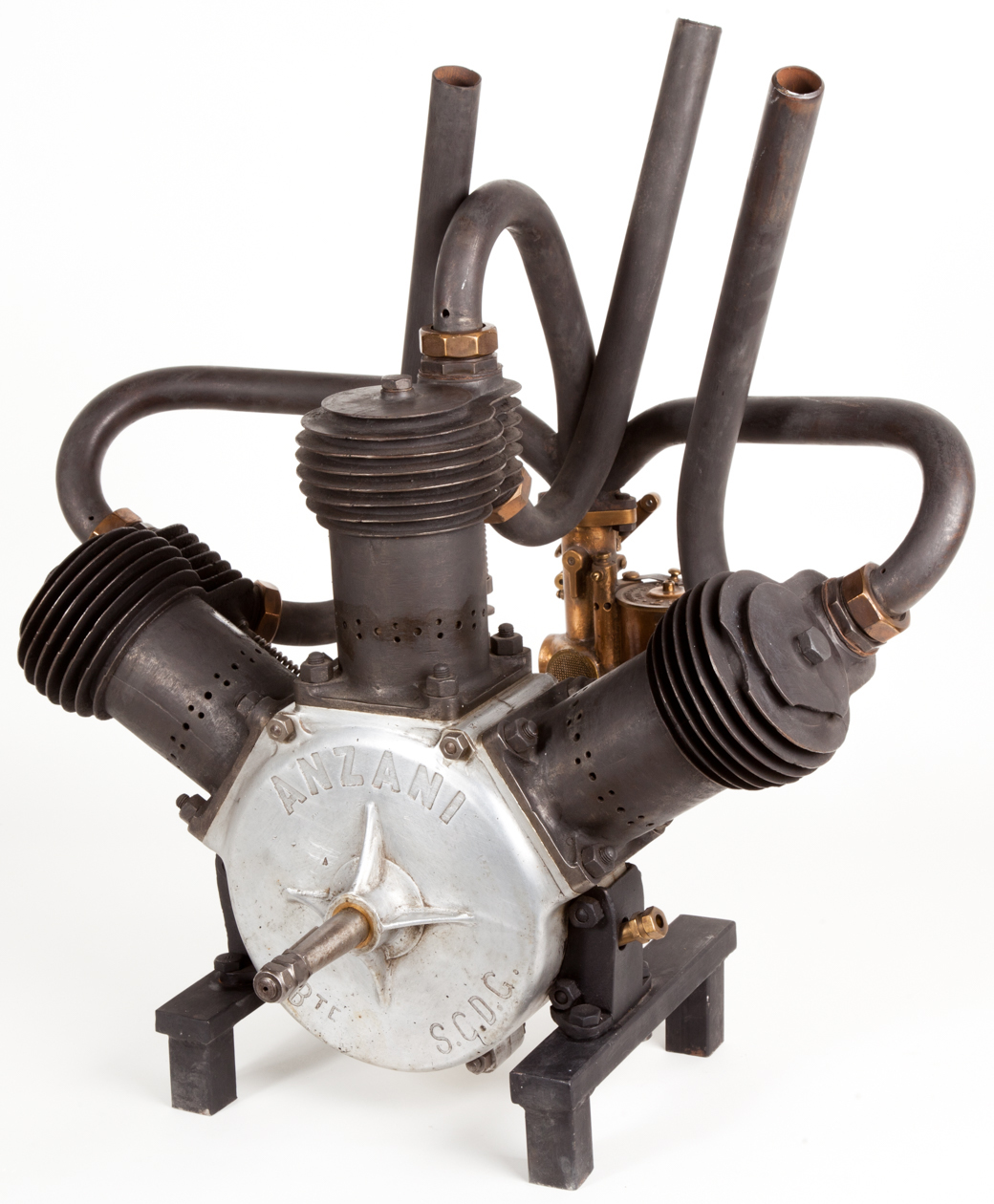
El motor de gasolina de tres cilindros de 35 HP de Alessandro Anzani, expuesto en el Museo Nacional de Ciencia y Tecnología Leonardo da Vinci, Milán.

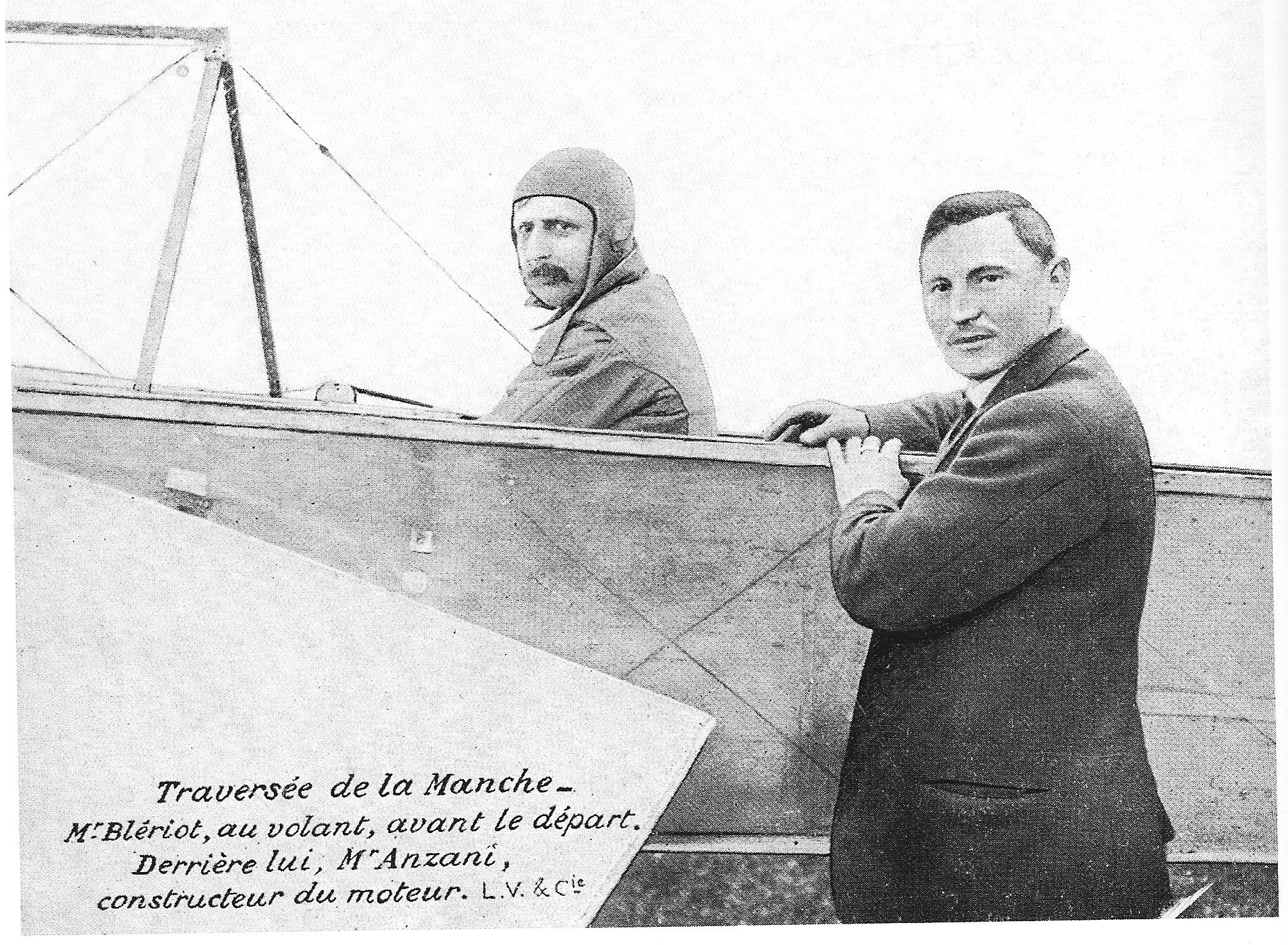
Blériot y Anzani al inicio del vuelo a través del Canal de la Mancha.

El desarrollo de la aviación ofreció nuevas oportunidades para las empresas mecánicas experimentadas en el diseño de motores de combustión interna ofrecidos al mercado del transporte por carretera. Anzani, que podía contar con la experiencia adquirida en la construcción de motocicletas, hacia finales de 1908 recibió la solicitud de Louis Blériot para desarrollar un nuevo motor con el que propulsar su avión y realizar el primer vuelo a través del Canal de la Mancha. El desafío fue lanzado por el periódico británico Daily Mail, que ofreció el tentador premio de 1000 libras, equivalente a alrededor de 25.000 francos.
Incluso sabiendo que Blériot, después de haber invertido todo el dinero que le quedaba en la realización de su último prototipo, el Blériot XI, contaba únicamente con la expectativa de ganar el premio para pagarle, Anzani se mostró satisfecho con la promesa de una cuota igual a 1/3 del premio y se puso a trabajar para crear una versión más liviana y más potente del motor de tres cilindros, con el objetivo de obtener un motor de 25 HP con un peso de aproximadamente 2 kg por cada caballo de rendimiento: un objetivo casi impensable para la época.
La arquitectura adoptada previó que los tres cilindros, equipados con aletas para refrigerarse por aire, se colocaron en un patrón en "W", con un ángulo doble de 60°.
Unos meses más tarde, el motor estaba listo para ser instalado en el monoplano y, después de algunos vuelos experimentales, el avión se inscribió en la Copa Prix du voyage patrocinada por el Aéro-Club de France con una dotación de 4500 francos. La carrera, celebrada en el aeródromo de Orleans el 13 de julio de 1909, fue ganada por Blériot.
El 25 de julio del mismo año, Bleriot completó el primer vuelo sobre el Canal de la Mancha con un avión motorizado, y el 31 de octubre de 1909 completó con éxito un vuelo de Toury a Artenay.
La fiabilidad y el éxito deportivo de sus motores llevaron a Anzani a desarrollar, en muy poco tiempo, una industria grande y exitosa para la producción de motores aeronáuticos y de motocicleta, con sucursales en varios países.
Tras alcanzar la edad de 50 años y en la cima del éxito industrial, Anzani decidió vender todos sus activos y retirarse a la vida privada. Solo mantuvo la propiedad de la fundición de Monza por razones emocionales. Anzani, de hecho, a pesar de haber vivido la mayor parte de su vida en Francia, nunca quiso adquirir la ciudadanía francesa. Anzani respondió a un periodista que le preguntó sobre esto: «Uno no renuncia al propio país; aunque le deba toda mi riqueza a Francia». Anzani, por lo tanto, desapareció repentinamente de la escena automovilística internacional. La empresa British Anzani Engine Co., una filial británica fundada en 1911, en asociación con Lorenzo Santoni, ha superado el hito del nuevo milenio.
Alessandro Anzani murió en Merville-Franceville-Plage en 1956.

### Producción de motores aeronáuticos

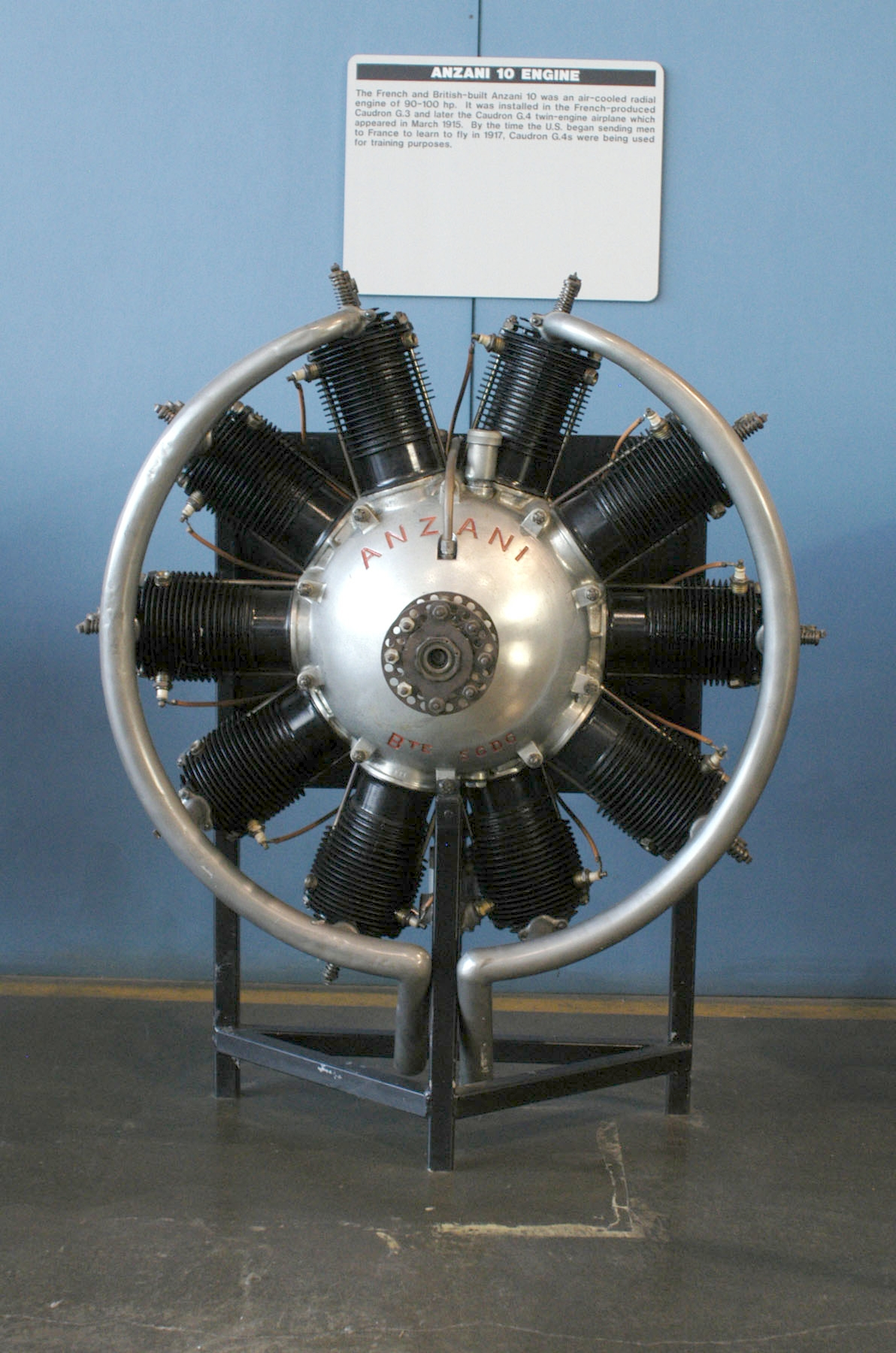
Motor rotativo decacilíndrico Anzani de 1915

Los motores aeronáuticos construidos por Anzani hasta 1911 portaban sobre las carcasas exteriores el rótulo "Bté SGDG", que significa "breveté sans garantie du gouvernement", en español "patentado sin garantía gubernamental". Ya en esos años pioneros, de hecho, la legislación francesa obligaba a advertir a los clientes, distinguiendo los aparatos mecánicos cuyos proyectos no estaban respaldados por la firma de garantía de un ingeniero calificado. Sin embargo, su producción de motores radiales aeronáuticos fue notable.
- Anzani 15   HP (2 cil.)
- Anzani 15   HP (3 cil. W)
- Anzani 25   HP (3 cil. W)
- Anzani 35   HP (3 cil. W)
- Anzani 35   HP (2 x 2 cil.)
- Anciano 40-50   HP (3 cil.)
- Anciano 40-50   HP (5 cil.)
- Anzani 50-60   HP (6 cil.)
- Anzani 70   HP (doble estrella)
- Anzani 80-100   HP (5 cil.)
- Anzani 100   HP (10 cil.)
- Anzani 125   HP (10 cil.)
- Anzani 200   HP (20 cil.)

## Honores

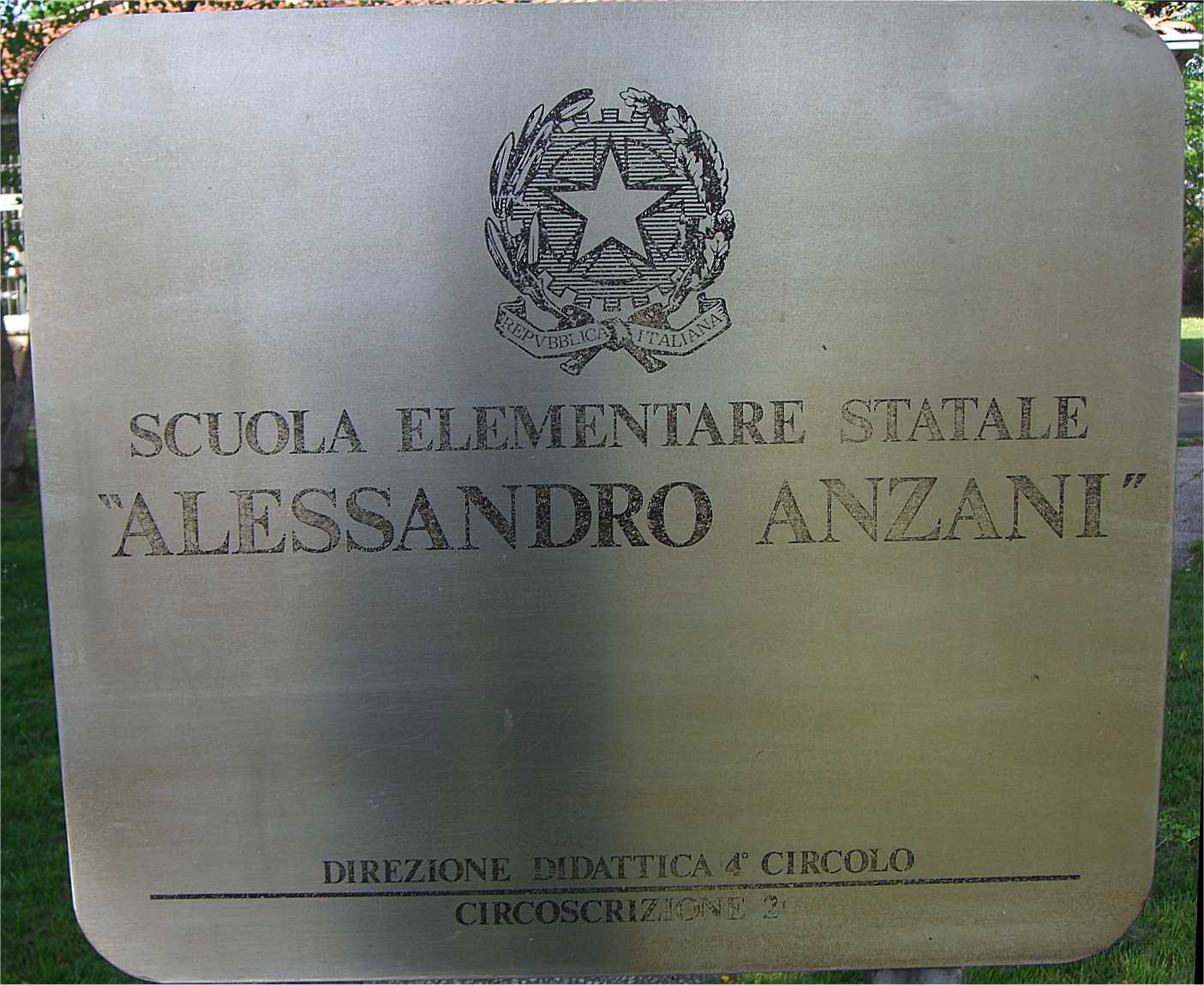
La placa de la escuela primaria estatal llamada así por Alessandro Anzani en 1984 en Via Correggio 27, Monza

- 1910 - Palmes Académiques - Francia
- 1915 - Caballero de la Orden de la Corona de Italia - Italia
- 1920 - Caballero de la Legión de Honor - Francia

En 1984, Monza le dedicó la escuela primaria situada en Via Correggio 27. De hecho, Alessandro Anzani, que "había venido a Monza cuando era niño con un tío materno que tenía un pequeño taller mecánico en Via Luciano Manara", estaba muy apegado a esta ciudad donde vivió hasta que se mudó a Francia. En Monza había abierto una fábrica que estuvo activa hasta su muerte.

## Legado

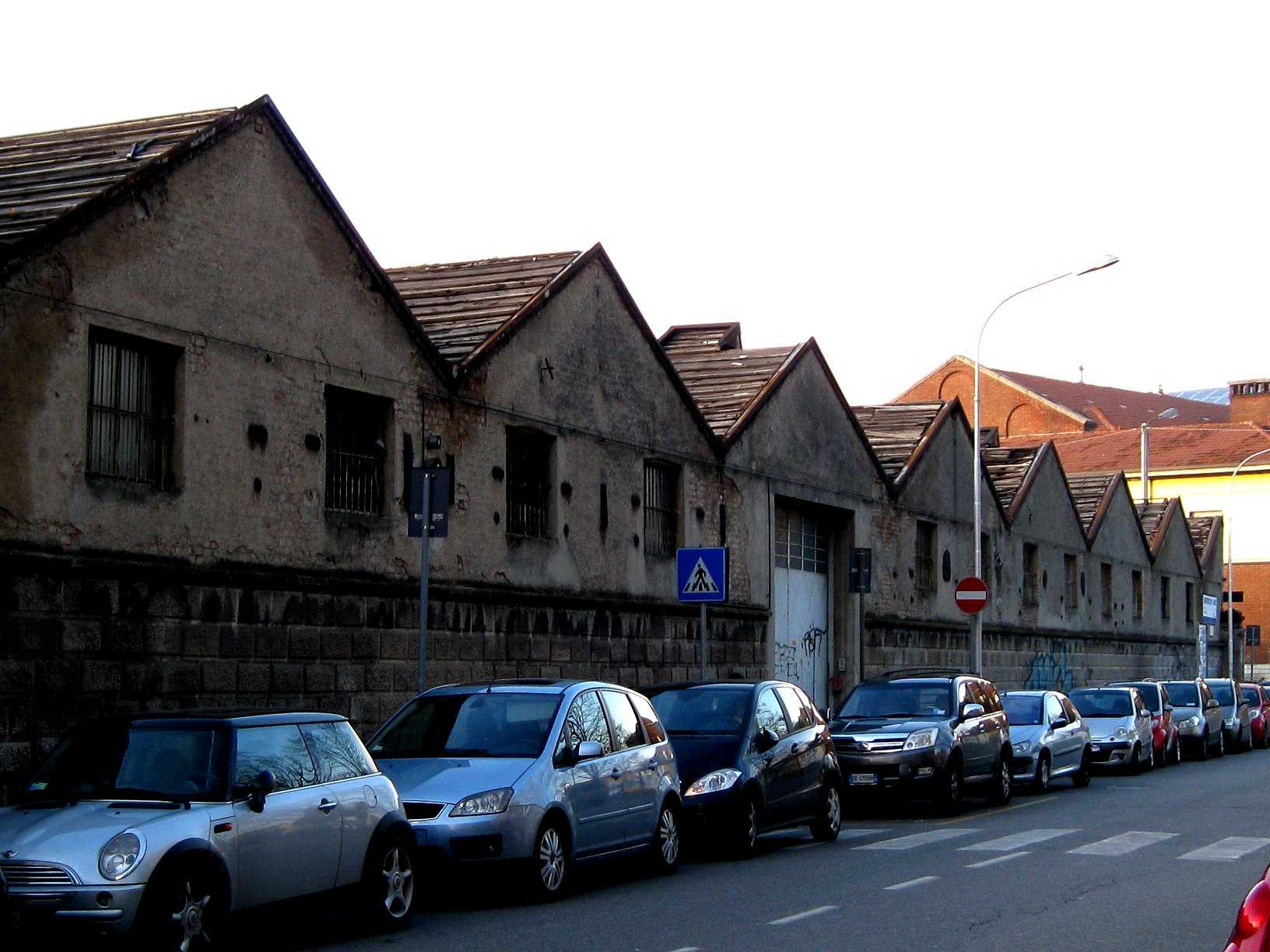
Los almacenes de la antigua fundición Anzani en Vía Milazzo, Monza

- Parece que en memoria de la compañía, Anzani recibió como regalo (o como pago) las ruedas y la hélice del avión con el que Blériot cruzó el Canal de la Mancha. Estas reliquias fueron transferidas a Monza a un almacén de la fundición Anzani, posteriormente destruido por los bombardeos aliados en la Segunda Guerra Mundial. Durante algunas excavaciones realizadas en el edificio, en la década de 1980, las ruedas y la hélice fueron encontradas por el nuevo propietario de la parcela y concejal municipal, Marco Fumagalli.